# قرار مجلس الأمن التابع للأمم المتحدة رقم 155
قرار مجلس الأمن التابع للأمم المتحدة رقم 155، الذي اعتمد في 24 أغسطس 1960، بعد النظر في طلب جمهورية قبرص للانضمام إلى عضوية الأمم المتحدة، أوصى المجلس الجمعية العامة بقبول جمهورية قبرص.
واعتمد القرار بالإجماع.